# ستيفن جاك (لاعب كرة قدم)
ستيفن جاك (بالإنجليزية: Stephen Jack)‏ هو مدرب كرة قدم ولاعب كرة قدم بريطاني في مركز الوسط، ولد في 27 مارس 1971 في بلزهيل ‏ في المملكة المتحدة. لعب مع نادي كلايدبانك ‏.